# 보쌈 - 운명을 훔치다
《보쌈 - 운명을 훔치다》는 2021년 5월 1일부터 7월 4일까지 방송되었던 MBN 토일 드라마였다.

## 프로그램 소개
생계형 보쌈꾼이 실수로 옹주를 보쌈하며 벌어지는 파란만장 인생 역전극 드라마

## 제작진

### 제작사
- 제이에스픽쳐스 : SBS 월화 드라마 《샐러리맨 초한지》, SBS 월화 드라마 《자이언트》, KBS 2TV 주말 드라마 《수상한 삼형제》
- 이엘라이즈 : tvN 수목 드라마 《악마가 너의 이름을 부를 때》

### 극본
- 김지수 : KBS 2TV TV 소설 《그래도 푸르른 날에》(공동 집필), MBC 주말 드라마 《아들녀석들》(1회 ~ 20회 집필), KBS 1TV 전원 드라마 《산 너머 남촌에는 2》(집필), MBC 아침 드라마 《주홍글씨》(집필), MBC 아침 드라마 《이제 사랑은 끝났다》(집필), KBS 2TV 아침 드라마 《용서》(집필), KBS 2TV 아침 드라마 《동서는 좋겠네》(집필), MBC 수목 드라마 《나쁜 친구들》(집필), MBC 수목 드라마 《영웅신화》(집필), MBC 월화 드라마 《의가형제》(집필), MBC 주말 드라마 《사랑과 결혼》(집필), KBS 2TV 일일 드라마 《한쪽 눈을 감아요》(집필), KBS 2TV 주간 드라마 《내일은 사랑》(공동 집필), KBS 2TV 수목 드라마 《위기의 남자》(집필), MBC 월화 드라마 《약속》(집필), KBS 2TV 월화 드라마 《불의 나라》(집필), KBS 2TV 수목 드라마 《지워진 여자》(집필) 집필

- 박철 : KBS 2TV TV 소설 《그래도 푸르른 날에》(공동 집필) 집필

### 연출
- 권석장 : MBC 베스트 극장 《겨울에서 봄으로》, MBC 베스트 극장 《그와 함께 타이타닉에서 보다》, MBC 일요 아침 드라마 《사랑을 예약하세요》, MBC 수목 드라마 《앞집 여자》, MBC 베스트 극장 《안녕, 클레멘타인》, MBC 수목 드라마 《결혼하고 싶은 여자》, MBC 주말 드라마 《깍두기》, MBC 월화 드라마 《파스타》, MBC 수목 드라마 《마이 프린세스》, MBC 월화 드라마 《골든타임》, MBC 수목 드라마 《미스코리아》, tvN 금토 드라마 《구여친클럽》, tvN 수목 드라마 《부암동 복수자들》 제작

- 김나영

## 등장 인물

### 주요 인물
- 정일우 : 김대석 (20대 후반) 역 - 노름, 도둑질, 싸움질, 보쌈등에 이골이 나 있는 밑바닥 건달

그러나 나름의 신조는 지킨다. 과부라는 이유로 재가는 꿈도 못 꾸는 여성들 한정 그들과 마음이 통한 낭군을 보쌈으로 이어주며 돈도 버는 일타이피! 나름 사랑의 전령사라는 것. 그저 그런 보통 사람이었으나 마누라가 한 동네 살던 친구와 눈이 맞아 핏덩이 아들을 내버리고 야반도주한 후부터 사람이 바뀌었다. 그 결과 사람을 불신 하기 시작했고 특히 여자는 절대로 믿지 않는다. 그러나 유년기 이후로는 사랑을 받아 본 적이 없어 표현도 잘하지 못할 뿐 아들 차돌에 대한 속정은 누구보다 깊다. 원래 이름은 김대석, 바우는 아명. 선조 계비 인목대비 아버지 김제남 손자다. 어린 시절 이이첨의 모략으로 역모에 휘말려 멸문지화의 위기에 처하자 혼자만 탈출에 성공, 신분을 숨긴 채 밑바닥 인생을 살아왔다.
- 권유리 : 수경 (20대 중반) 역 - 광해군, 소의 윤 씨 사이에서 난 옹주

궁에서 지내던 시절부터 이대엽을 좋아했으나 이이첨과 광해군의 정치적 밀약으로 그의 형과 혼약을 맺게 되고 설상가상 신혼 첫날 밤도 못 치르고 남편이 죽자 청상 과부가 된다. 어려서부터 사내아이들에 결코 지는 법 없는 당찬 성격으로 궐 내 어른들을 당황케 한 게 여러 번 궐 내 무시 받던 궁녀나 하위 층 여성들의 고충이 눈에 보이기만 하면 앞에서는 옹주의 위엄을 지키기 위해 조신한 척 행동하지만 뒤에서 몰래 그들을 대신해 통쾌한 복수도 서슴지 않는 대범한 성격이었다. 남들은 부러워할 만한 옹주라는 위치에 있지만 본인이 원치 않던 태생적 한계 때문에 속에서 끓어오르는 불 같은 열정을 왕실의 권위와 위엄이라는 가면 아래 숨겨두어야만 했다. 기품과 옹주의 위엄이란 가식으로 자신을 감싼 채 살아가던 중 바우를 만나 그 거추장스러운 꺼풀을 차츰 차츰 벗겨 비로소 자신을 찾아가기 시작한다.
- 신현수 : 이대엽 (20대 후반) 역 - 수경 시동생, 이이첨 의붓아들. 죽은 임해군 친아들.

어린 시절, 같은 또래 왕자들의 벗이 되어주기 위해 궁궐 출입을 하면서 수경을 보게 되었다. 명색이 고고해야만 하는 옹주마마인데도 불의를 참는 법 없이 오라비들에게도 주눅 들지 않는 수경의 모습이 그저 신기했다. 처음에는 호기심이었으나 수경에 대한 마음은 점점 커져만 가고... 성년이 되어서도 그녀 만을 사모하지만 운명의 장난은 가혹했다. 어느 날 형의 처가 되어 나타난 수경. 삶의 의미를 잃은 만큼 절망한다. 그러나 형이 죽은 후 혼자가 된 수경을 다시 가슴 속 깊이 품게 되고... 결코 이루어질 수 없는 해바라기 사랑이었지만 끝내 그 사랑을 포기하지 못하고 수경의 주변을 서성인다.

### 주변 인물
- 이재용 : 이이첨 역 - 이대엽 아버지

대북의 수장, 선조가 영창대군을 세자로 삼으려 하자 선조를 독살해 광해군을 왕으로 만들었고, 이후 인목대비 아버지이자 바우 할아버지 김제남을 역모로 몰아 계측옥사를 일으켜 바우의 집안을 몰살 시켰다. 광해군이 자신을 비롯한 대북을 버리고 서인과 손을 잡으려 하자 대엽을 앞세워 광해군마저 폐위 시키고자 한다.
- 김태우 : 광해군 역 - 수경 아버지

이이첨을 등에 업고 왕이 되었으나 그의 권세가 왕권을 위협하기에 이르자, 왕권을 지키기 위해 이이첨을 몰아낼 구실을 찾고 있다. 왕권을 지키기 위해서는 어떤 일도 불사한다. 그것이 비록 자식의 일이 될지라도...
- 송선미 : 김개시 역 - 상궁

민첩하고 피가 많아 광해군의 총애를 받았던 비선 실세, 궁녀임에도 국정에 수시로 관여하여 권신인 대북의 영수 이이첨과 쌍벽을 이룰 정도로 권력을 휘두르고, 매관매직을 일삼는 등 국정을 크게 문란 시켰다. 죽은 줄 알았던 옹주 수경을 직접 목격하지만, 자신의 권세를 위해 이를 정치적으로 이용, 수경이 스스로 도망칠 수밖에 없게 만든다.
- 명세빈 : 해인당이씨 역 - 이이첨 여동생

언제나 대엽의 편이 되어주고, 비슷한 처지인 수경을 안쓰러워 한다. 오라비 이이첨이 대엽을 자식이 아니라 권력 다툼의 이용물로 이용하려 한다는 것을 알고 있다. 그래서 아비의 사랑을 갈구하는 대엽이 안타깝고 가슴 아프다.
- 이준혁 : 춘배 역 - 바우 동무

신분을 숨기고 밑바닥 인생을 살아온 바우의 곁을 친형처럼 챙겼다. 조상궁이 궁을 나와서도 평생 혼인은 할 수 없는 은퇴 상궁의 신분임을 모르고, 어떻게 든 그녀와 인연을 맺어 보려 호시탐탐 기회를 노린다.
- 신동미 : 조상궁 역 - 은퇴한 상궁

수경의 유모, 생명의 은인이나 다름 없는 수경의 생모 소의 윤 씨와의 인연 때문에 수경의 곁에 머물며 그녀를 돕게 된다.
- 소희정 : 소의 윤 씨 역 - 수경 어머니

죽은 줄 알았던 수경이 살아있음을 알자, 어떻게 든 수경을 살리기 위해 노력하지만 뜻대로 되지 않는다.
- 양현민 : 김자점 역 - 서인

비록 몰락한 서인 세력이나 광해군의 총애를 받는 김개시에게 뇌물을 바쳐 병조좌랑에 오른다. 그러다 보니 항상 적대 세력인 이이첨에게 핍박 받을 수 밖에 없었고 복수하기 위해 이이첨의 약점을 찾던 중 수경의 일을 알아내고 바우의 뒤를 쫓는다.
- 고동하 : 차돌 (7세) - 바우 아들

어려운 살림살이와 함량 미달인 아버지로 인해 빨리 철이 들어버린 애 어른, 남한텐 보쌈도 잘해주는 아버지가 왜 집에는 한 명 안 업어 오는지...? 설마 엄마를 아직도 못 잊고...? 아버지를 세상에서 가장 좋아하면서도 동시에 만만하게 생각하지만 가끔씩 아버지 입에서 문자가 튀어나온다 거나 어설픈 양반 냄새(?)가 날 때면 딴 사람 같이 낯설고 무섭게 여겨져 바로 꼬리를 내리기도 한다.

### 그 외 인물
- 윤주만 : 태출 역 - 광해군을 왕으로 만든 뒤 무소볼위 권세를 얻어 이이첨 집안 가병수정.
- 서범식 : 중영 역 - 내금위장.
- 박명신 : 김씨 부인 역
- 추연규 : 원엽 역
- 유순웅 : 스님 역
- 미상 : 꼭두쇠 역
- 김주영 : 김연옥 역 - 김대석 여동생
- 정경순 : 한 씨 역 - 김대석, 김연옥 어머니
- 윤영민 : 인목왕후 역 - 김대석 고모
- 이민재 : 능양군 역
- 미상 : 무예에 뛰어난 응시자 역
- 미상 : 대원 스님 역
- 미상 : 후금 병사들 역
- 손성윤 : 후남 역 - 차돌 생모
- 미상 : 방물장수 역

후금
- 미상 : 누르하치 역 - 후금 1대 칸
- 윤택상 : 아이신기오로 아민 역 - 후금 장수
- 홍승모 : 강홍립 역 - 후금 역관, 조선 장수

명나라
- 미상 : 모문룡 역 - 명나라 장수

### 특별 출연
- 라미란 : 보쌈을 당하는 과부 역

## 시청률
최저 시청률과 최고 시청률은 시청률 조사회사와 지역별로 시청률에 차이가 있을 수 있습니다.
| 2021년 | 2021년   | 2021년     | 2021년     |
| 회차   | 방송일   | AGB 시청률 | AGB 시청률 |
| 회차   | 방송일   | 한국(전국) | 수도권     |
| ------ | -------- | ---------- | ---------- |
| 1회    | 5월 1일  | 2.498%     | -          |
| 1회    | 5월 1일  | 3.132%     | 2.830%     |
| 2회    | 5월 2일  | 2.020%     | -          |
| 2회    | 5월 2일  | 2.960%     | 2.362%     |
| 3회    | 5월 8일  | 2.804%     | 2.967%     |
| 3회    | 5월 8일  | 4.648%     | 4.239%     |
| 4회    | 5월 9일  | 3.809%     | 3.193%     |
| 4회    | 5월 9일  | 5.511%     | 4.645%     |
| 5회    | 5월 15일 | 4.146%     | 3.862%     |
| 5회    | 5월 15일 | 6.301%     | 5.974%     |
| 6회    | 5월 16일 | 4.487%     | 4.840%     |
| 6회    | 5월 16일 | 6.473%     | 6.744%     |
| 7회    | 5월 22일 | 4.207%     | 3.773%     |
| 7회    | 5월 22일 | 5.756%     | 5.191%     |
| 8회    | 5월 23일 | 5.113%     | 4.832%     |
| 8회    | 5월 23일 | 7.667%     | 6.938%     |
| 9회    | 5월 29일 | 5.466%     | 4.638%     |
| 9회    | 5월 29일 | 6.875%     | 5.694%     |
| 10회   | 5월 30일 | 5.271%     | 4.151%     |
| 10회   | 5월 30일 | 6.940%     | 5.544%     |
| 11회   | 6월 5일  | 5.547%     | 4.962%     |
| 11회   | 6월 5일  | 7.957%     | 7.100%     |
| 12회   | 6월 6일  | 5.327%     | 4.309%     |
| 12회   | 6월 6일  | 7.073%     | 5.536%     |
| 13회   | 6월 12일 | 5.979%     | 4.952%     |
| 13회   | 6월 12일 | 8.658%     | 7.447%     |
| 14회   | 6월 13일 | 5.584%     | 5.090%     |
| 14회   | 6월 13일 | 8.027%     | 7.117%     |
| 15회   | 6월 19일 | 6.197%     | 5.329%     |
| 15회   | 6월 19일 | 8.842%     | 8.123%     |
| 16회   | 6월 20일 | 6.026%     | 5.193%     |
| 16회   | 6월 20일 | 8.440%     | 7.775%     |
| 17회   | 6월 26일 | 6.323%     | 5.602%     |
| 17회   | 6월 26일 | 8.959%     | 8.174%     |
| 18회   | 6월 27일 | 5.688%     | 5.028%     |
| 18회   | 6월 27일 | 7.697%     | 7.108%     |
| 19회   | 7월 3일  | 7.007%     | 6.373%     |
| 19회   | 7월 3일  | 9.363%     | 8.701%     |
| 20회   | 7월 4일  | 7.143%     | 6.655%     |
| 20회   | 7월 4일  | 9.759%     | 9.473%     |

## 참고 사항
- 한편 해당 프로그램에 출연한 권유리는 해당 프로그램을 연출한 MBC 월화 드라마 《파스타》 OST를 작업하게 되면서 인연을 맺게 된 계기가 되었으며 제34회 한국방송 작가상 드라마 부문 후보에 올랐으나 단수 집필이라는 규정[2]에 미달되어 탈락했다.